# Justin Gordon (basketballer)
Justin Gordon (Charlotte, 20 december 1993) is een Amerikaans basketballer.

## Carrière
Gordon speelde collegebasketbal voor de Wofford Terriers van 2012 tot 2016. In het seizoen 2016/17 tekende hij de Sandringham Sabres in de Australische competitie. Daarna speelde hij een tijdje voor CB Asia-Inmaculada in Peru. Daarna tekende hij bij de Marokkaanse eersteklasser ASE Essaouira. In 2018 trok hij naar de Nederlandse competitie en tekende bij Feyenoord Basketbal. Voor het seizoen 2019/20 tekende hij bij de Duitse tweedeklasser PS Karlsruhe Lions tot november 2020. Daarna tekende hij bij het Zweedse Jämtland Basket voor de rest van het seizoen.
In 2020 tekende hij bij het Britse Newcastle Eagles waar hij een seizoen speelde. Voor het seizoen 2021/22 tekende hij bij Limburg United maar vertrok nog voor de start van het seizoen. Daarop tekende hij bij het Hongaarse PVSK Panthers en speelde er tot in februari 2022 daarna eindigde hij het seizoen bij de Newcastle Eagles. In het seizoen 2022/23 speelde hij eerst bij het Argentijnse Obera Tennis Club maar eindigde het seizoen opnieuw vanaf januari bij het Britse Newcastle Eagles waar hij Justin Everett verving. In september 2023 tekende hij bij het Portugese UD Oliveirense.
Voor het seizoen 2024/25 tekende hij bij de Roemeense club CSA Steaua București. In februari 2025 verliet hij de Roemeense club voor het Slowaakse Nitra Blue Wings.

## Erelijst
- Brits bekerwinnaar: 2021

- BBL Cup Finals MVP: 2021